# Micheil Mczedliszwili
Micheil Mczedliszwili, gr. მიხეილ მჭედლიშვილი (ur. 4 czerwca 1979) – gruziński szachista, arcymistrz od 2002 roku.

## Kariera szachowa
W turniejach międzynarodowych zaczął uczestniczyć po rozpadzie Związku Radzieckiego. W latach 1993–1999 reprezentował Gruzję na mistrzostwach świata (trzykrotnie) oraz Europy juniorów (czterokrotnie), największy sukces odnosząc w 1997 r. w Tallinnie, gdzie zdobył tytuł mistrza Europy do 18 lat. W 1995 r. wystąpił w reprezentacji kraju na olimpiadzie juniorów (do 16 lat), zdobywając dwa medale: złoty (za najlepszy indywidualny wynik na II szachownicy) oraz srebrny (wraz z drużyną).
W 2007 r. w Ajaccio zajął V m. w indywidualnych mistrzostwach Europy w szachach błyskawicznych.
Do sukcesów Micheila Mczedliszwili w turniejach międzynarodowych należą:
- dz. II m. w Waischenfeldzie (2005, za Peterem Wellsem, wspólnie z Georgiem Meierem),
- dz. I m. w Adanie (2006, wspólnie m.in. z Walerianem Gaprindaszwilim i Giorgi Bagaturowem),
- dz. II m. w Baku (2006, za Szachrijarem Mamediarowem, wspólnie z Wadimem Małachatko, Darmenem Sadwakasowem, Nidżatem Mamedowem i Eldarem Gasanowem),
- dz. III m. w Dieren (2006, za Friso Nijboerem i Alonem Greenfeldem, wspólnie m.in. z Erikiem van den Doelem),
- dz. I m. w La Lagunie (2007, wspólnie z Atanasem Kolewem, Gawainem Jonesem i Bojanem Kurajicą),
- II m. w Hilversum (2007, za Humpy Koneru),
- dz. III m. w Calvii (2007, za Wiktorem Michalewskim i Kevinem Spraggettem, wspólnie m.in. z Jurijem Kuzubowem, Radosławem Wojtaszkiem i Emanuelem Bergiem),
- dz. I m. w Hilversum (2008, wspólnie z Aniszem Girim),
- dz. I m. w Leros (2009, wspólnie z Jewhenem Miroszniczenko),
- dz. II m. w Tbilisi (2009, za Baadurem Dżobawą, wspólnie m.in. z Walerijem Newerowem, Naną Dzagnidze i Michaiłem Kobaliją),
- dz. I m. w Kolombo (2009, wspólnie z Władimirem Georgiewem),
- dz. I m. w Quezon City (2009, wspólnie z Ehsanem Ghaemem Maghamim),
- dz. I m. w Taszkencie (2012, memoriał Gieorgija Agzamowa, wspólnie z Maksimem Turowem i Antonem Filippowem).

Wielokrotny reprezentant Gruzji w turniejach drużynowych, m.in.:
- czterokrotnie na olimpiadach szachowych (w latach 2002, 2008, 2010, 2012)[3],
- na drużynowych mistrzostwach świata (w roku 2005)[4],
- siedmiokrotnie na drużynowych mistrzostwach Europy (w latach 1999, 2001, 2003, 2005, 2009, 2011, 2013); medalista: wspólnie z drużyną – brązowy (2003)[5].

Najwyższy ranking w dotychczasowej karierze osiągnął 1 sierpnia 2012 r., z wynikiem 2659 punktów zajmował wówczas 91. miejsce na światowej liście FIDE, jednocześnie zajmując 2. miejsce (za Baadurem Dżobawą) wśród gruzińskich szachistów.